# Вія Артмане
Ві́я (Аліда) А́ртмане (латис. Vija Artmane; 21 серпня 1929 — 11 жовтня 2008) — латиська акторка театру і кіно; ролі в побутових фільмах (На порозі бурі, Едґар і Крістіна, Театр), працювала в театрі Дайлес у Ризі. Народна артистка Латвійської РСР, Народна артистка СРСР (1969). Батько  - німець, мати - українка, яку видають  за польку. 

## Біографія
Вія Артмане пропрацювала 50 років у Художньому академічному театрі імені Яна Райніса.
Популярність у часи СРСР акторка здобула завдяки кінокар'єрі. Вія Артмане знялася майже в сорока фільмах — зокрема «Рідна кров», «Ніхто не хотів вмирати», «Стріли Робін Гуда», «Сильні духом». Однією з найяскравіших стала роль Джулії Ламберт в екранізації роману Сомерсета Моема «Театр». У 2000 році акторка знялася в одному з фільмів серіалу «Каменська» — «Гра на чужому полі». Останньою її кінороботою була роль Катерини II у стрічці Іллі Хотиненка «Золотий вік».
З 1999 року була акторкою Ризького Нового театру.
На 70-річчя актриси (1999) її було нагороджено найвищою державною нагородою Латвії — орденом Трьох зірок.
Останні роки акторка тяжко хворіла та перенесла декілька інсультів.

## Діти
Донька Вії Артмане — відома в Латвії художниця Крістіана Дімітерс, син Каспарс займається музикою, пише вірші й відновлює церкви. Він і оприлюднив у своєму блозі подробиці смерті матері й заповіт — відспівати її в православному кафедральному соборі Риги, оскільки в 1999 році вона прийняла православ'я й отримала ім'я Єлизавета.

## Вибрана фільмографія
- 1958 : «Чужа в селищі» — Ельза
- 1962 : «День без вечора» — Кайре
- 1966 : «Ніхто не хотів помирати» — Она
- 1966 : «Едгар і Крістина» — Крістина
- 1967 : «Туманність Андромеди» — Веда Конг, історик
- 1967 : «Подвиг Фархада» — Віра, перекладачка
- 1968 : «Часи землемірів» — Лієне
- 1969 : «Промені в склі» — Іріс
- 1971: «Танець метелика» — Ніно
- 1975 : «Стріли Робін Гуда»
- 1977 : «Обмін»
- 1980 : «Жайворонки»
- 1983 : «Чужі пристрасті» — Анна
- 1985 : «Остання індульгенція» — Ерна Зале
- 1987 : «Людина почету»
- 1988 : «Врятованому — рай» — Марія Івантєєва
- 1990 : «Катафалк» — Євгенія Андріївна